# Marathakkara
Marathakkara es una ciudad censal situada en el distrito de Thrissur en el estado de Kerala (India). Su población es de 15817 habitantes (2011). Se encuentra a 8 km de Thrissur y a 65 km de Cochín.

## Demografía
Según el censo de 2011 la población de Marathakkara era de 15817 habitantes, de los cuales 7852 eran hombres y 7965 eran mujeres. Marathakkara tiene una tasa media de alfabetización del 95,73%, superior a la media estatal del 94%: la alfabetización masculina es del 97,09%, y la alfabetización femenina del 94,40%.